# Girolamo Sagarriga Visconti-Volpi
Il marchese Girolamo Maria Raffaele Simeone Nicola Sagarriga Visconti-Volpi (Bari, 29 agosto 1810 – Napoli, 29 gennaio 1875) è stato un politico italiano.

## Biografia
Possidente terriero di convinzioni liberali, fu deputato del Parlamento napoletano. Il 20 gennaio 1861, fu nominato senatore del Regno , giurando l'anno successivo.
Alla sua morte, donò alla città di Bari la sua collezione di libri e una rendita annua, che costituì il nucleo dell'attuale Biblioteca nazionale, a lui intitolata.